# Carpinteros (Hidalgo)
Carpinteros es una localidad mexicana; localizada en el municipio de San Agustín Metzquititlán en el estado de Hidalgo.

## Geografía
Se encuentra en la región geográfica de la Sierra Baja; a la localidad le corresponden las coordenadas geográficas 20° 35’ 09.905” de latitud norte y 98° 32’ 18.376” de longitud oeste, con una altitud de 1933 m s. n. m. Cuenta con un clima templado subhúmedo con lluvias en verano, de mayor humedad.
En cuanto a fisiografía se encuentra en la provincia de la Sierra Madre Oriental, dentro de la subprovincia del Carso Huasteco; su terreno es de meseta. En lo que respecta a la hidrología se encuentra posicionado en la región del Pánuco, dentro de la cuenca del río Moctezuma y en la subcuenca del río Calabozo.

## Demografía
En 2020 registró una población de 1476 personas, lo que corresponde al 15.62 % de la población municipal. De los cuales 726 son hombres y 750 son mujeres.
| Gráfica de evolución demográfica de Carpinteros entre 1900 y 2020 |
|                                                                   |
| Población registrada por los censos y conteos del INEGI.          |